# دايفيد إتش كيلي
دايفيد إتش كيلي (بالإنجليزية: David H. Kelley)‏ هو عالم آثار وعالم إنسان ومؤرخ أمريكي، ولد في 1 أبريل 1924 في ألباني في الولايات المتحدة، وتوفي في 19 مايو 2011.